# Пуассонье, Пьер-Исаак
Пьер-Исаак Пуассонье (фр. Pierre-Isaac Poissonnier; 1720—1798) — французский врач.
Почётный член Петербургской академии наук (1759), член Парижской академии наук (1765; associé libre), Лондонского королевского общества (1774).
В 1743 г. доктор медицины, в 1746 профессор химии в Коллеж де Франс, в 1757—58 гг. главный врач французской армии, издал знаменитое в своё время руководство: «Mémoires pour servir d’instruction sur les moyens de conserver la santé des troupes pendant les quartiers d’hiver».
В 1758—1760 гг. состоял врачом императрицы Елизаветы Петровны. В 1761 г. вернулся во Францию, с 1764 по 1791 гг. — инспектор медицинской части всех французских портов, причем ввел преподавание анатомии, хирургии и ботаники во всех крупных портовых госпиталях. В 1795 г. — профессор центральной школы. Он издал 2 тома хирургии, конспект по анатомии и много др. работ.